# Jurij Slama
Jurij (Giorgio) Slama, časnikar, igralec * 18. februar 1933, Trst, † 1. maj 2012, Romjan.

## Življenje in delo
Rodil se je v Trstu, oče je bil Jože, delavec, mati pa Marija Lipovec, gospodinja. Obiskoval je italijansko osnovno šolo (fašizem je takrat slovenske šole ukinil), nato slovensko srednjo šolo in leta 1954 maturiral na Klasičnem liceju s slovenskim učnim jezikom v Trstu. Že kot študent se je pridružil Radijskemu odru in mu ostal zvest dolga desetletja, kot upravni vodja pa je služboval pri ustanovi ENALC v Trstu. Po njeni ukinitvi se je zaposlil v Tiskovnem uradu dežele Furlanije - Julijske Krajine, kjer je opravil državni časnikarsiki izpit. Na Radiu Trst A je sodeloval pri otroških oddajah in napisal je vrsto pravljic, iger in novel.  Več let je kot amaterski režiser vodil dijaško igralsko skupino v Marijinem domu na ulici Risorta v Trstu in tudi drugje. Prav tako je sodeloval pri Slovenskem odru, dramskem odseku Radijskega odra. Za radio je odigral na stotine vlog in likov, bodisi dramatičnih kot komičnih. Njegov glas je bil mehak in topel a tudi oster in mogočen, s poglobljeno igralsko interpretacijo, z niansiranjem glasu in s spremembo ritma govora je dajal svojim likom čisto poseben pečat. 